# Lewis Watson (2e comte de Rockingham)
Lewis Watson, 2e comte de Rockingham (1714 - 4 novembre 1745)  est un pair britannique, appelé vicomte Sondes de 1722 à 1724. 

## Biographie
Il est né le fils aîné d'Edward Watson (vicomte Sondes) et Lady Catherine Tufton, fille de Thomas Tufton (6e comte de Thanet) et Catherine Cavendish. 
Son père étant décédé avant son père, Lewis hérite du comté de son grand-père, Lewis Watson (1er comte de Rockingham), en 1724. Il est Lord Lieutenant du Kent de 1737 à sa mort en 1745. 
Il est marié à sa cousine germaine Catherine, fille de Robert Furnese. Après sa mort en 1745, elle se remarie avec Francis North (1er comte de Guilford). Lewis Watson est mort sans enfant et son frère, Thomas, lui succède. 